# شركة شحن باكستان الوطنية
شركة شحن باكستان الوطنية (PNSC) هي الناقل الوطني وشركة كبيرة مملوكة للدولة تحت السيطرة الإدارية لوزير حكومة باكستان للشئون البحرية. يقع المقر الرئيسي للمؤسسة في كراتشي. مكتب إقليمي مقره في لاهور يلبي متطلبات الشحن القطرية لباكستان. تمتلك الشركة أيضًا شبكة واسعة من الوكلاء في الخارج تعتني بأعمال الشحن في جميع أنحاء العالم. البحرية التجارية الباكستانية هي أسطول السفن التجارية المملوكة للدولة التي ترفع علم شركة الشحن الوطنية الباكستانية والملاحة المدنية الباكستانية.
يتم تعيين رئيسها من قبل حكومة باكستان وعادة ما يكون ضابطًا بحريًا ثلاث نجوم (أو من رتبة معادلة من الخدمات الأخرى). رئيس الشركة اعتبارًا من يوليو 2018 هو رضوان أحمد. ومن الرؤساء السابقين لـلشركة الأدميرال يستور الحق مالك والأدميرال سعيد محمد خان والأدميرال منصور الحق .

## الشركات التابعة لشركة باكستان الوطنية للملاحة
- شيترال الشحن (الخاصة) المحدودة
- حيدر أباد الشحن (الخاصة) المحدودة
- مالاكاند الشحن (الخاصة) المحدودة
- ملتان الشحن (الخاصة) المحدودة
- سبی الشحن (الخاصة) المحدودة
- كراتشي الشحن (الخاصة) المحدودة
- لاهور الشحن (الخاصة) المحدودة
- كويتا الشحن (الخاصة) المحدودة
- شالمار الشحن (الخاصة) المحدودة

## رتبة البحرية التجارية وشارة ضباط سطح السفينة وضباط المهندسين

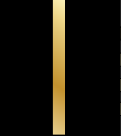
شارة رتبة الكتف من كاديت السفينة أو كاديت المحرك
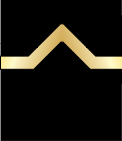
شارة رتبة الكتف لموظف صغير  [لغات أخرى]‏ أو مهندس مبتدئ  [لغات أخرى]‏
شارة رتبة الكتف من الضابط الثالث أو المهندس الرابع
شارة رتبة الكتف من الضابط الثاني أو المهندس الثالث
شارة رتبة الكتف لرئيس الضباط أو المهندس الثاني
شارة رتبة الكتف لكابتن أو كبير المهندسين

## روابط خارجية
- شركة الشحن الوطنية الباكستانية
- الأكاديمية البحرية الباكستانية
- قسم البحرية التجارية
- مكتب الشحن الحكومي
- جمعية الاكاديمية البحرية للبنين